# Mézières-sur-Issoire
Pour les articles homonymes, voir Mézières.
Mézières-sur-Issoire (Masères en occitan) est une ancienne commune du Centre-Ouest de la France, située dans le département de la Haute-Vienne (région en région Nouvelle-Aquitaine, devenue le 1er janvier 2016 une commune déléguée au sein de la commune nouvelle de Val d'Issoire.
Les habitants de la commune s'appellent les Méziérauds.

## Géographie

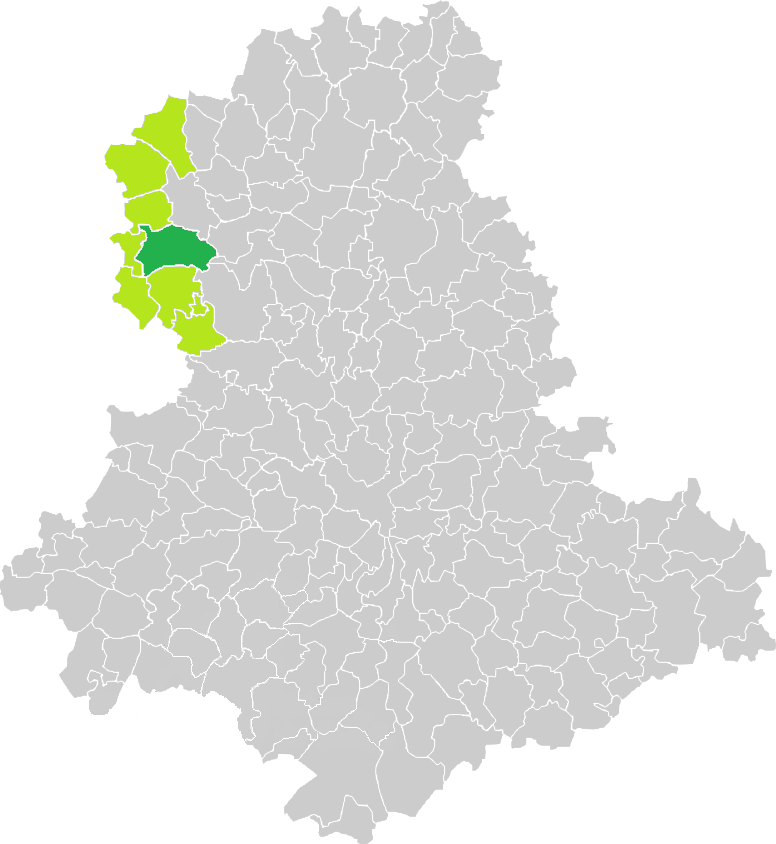
Situation de Mézières-sur-Issoire en Haute-Vienne.

La commune de Mézières sur Issoire est le chef-lieu de canton de la Haute-Vienne dans l'arrondissement de Bellac. Elle se trouve entre Limoges et Poitiers, le long de l'Issoire (rivière qui a donné son nom à la ville) et aux portes des monts de Blond.
| Saint-Martial-sur-Isop         | Saint-Bonnet-de-Bellac | Peyrat-de-Bellac |
| Gajoubert                      | Mézières-sur-Issoire   | Bellac           |
| Bussière-Boffy (Val d'Issoire) | Nouic                  | Blond            |

## Histoire

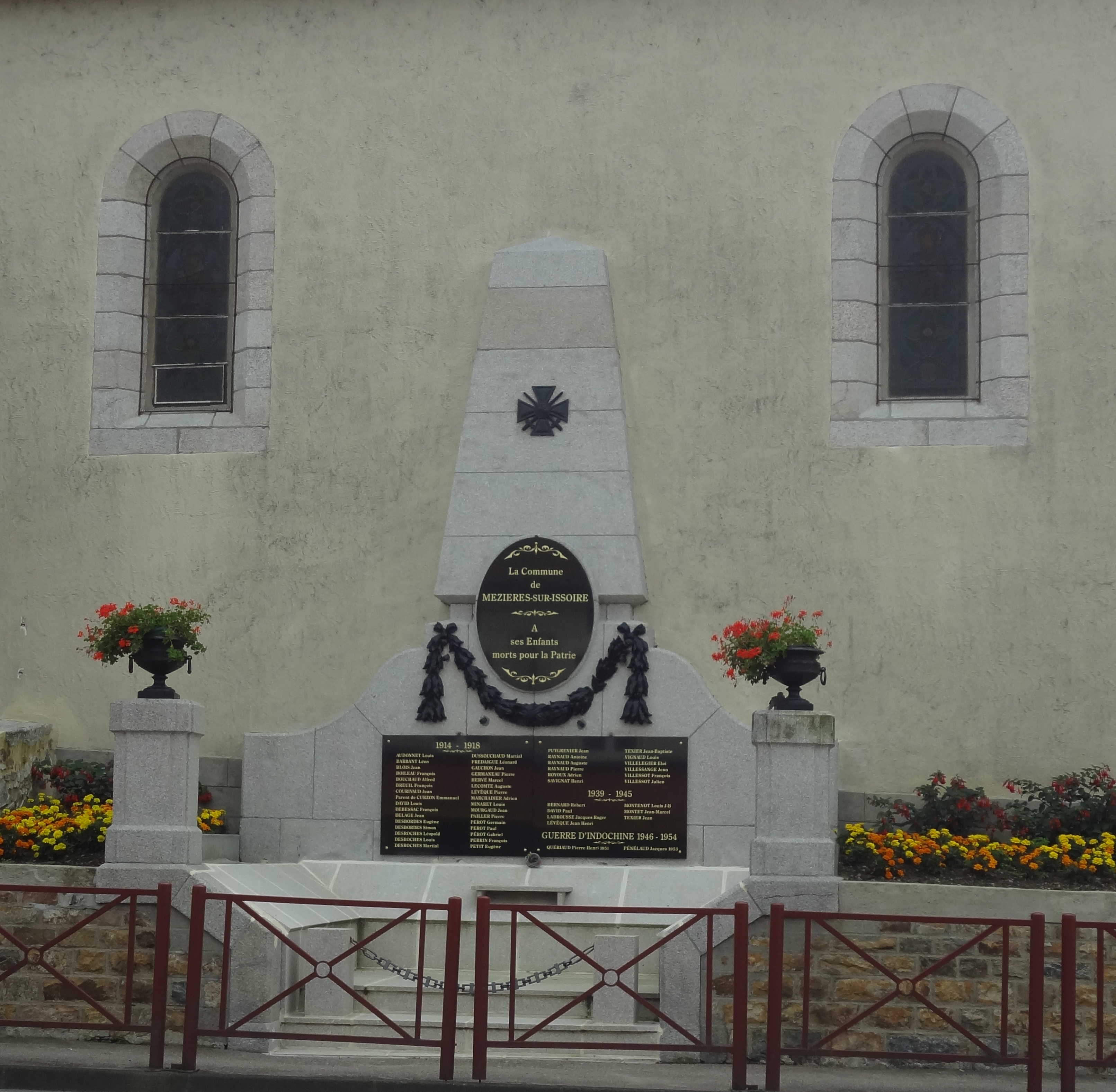
Monument aux morts de Mézières-sur-Issoire.

En 1888, Mézières devient Mézières-sur-Issoire, pour se différencier de Mézières dans les Ardennes.
De septembre 1939 à l'été 1940, la commune (et celles de Vaulry et Saint-Martial-sur-Isop) a accueilli les habitants (plus de 1800) évacués de la ville alsacienne de Seltz, située au bord du Rhin. La commune est jumelée avec Seltz et une avenue est baptisée avenue de Seltz. Chaque anniversaire de l'accueil des habitants de Seltz est célébré à Mézières-sur-Issoire.

## Économie

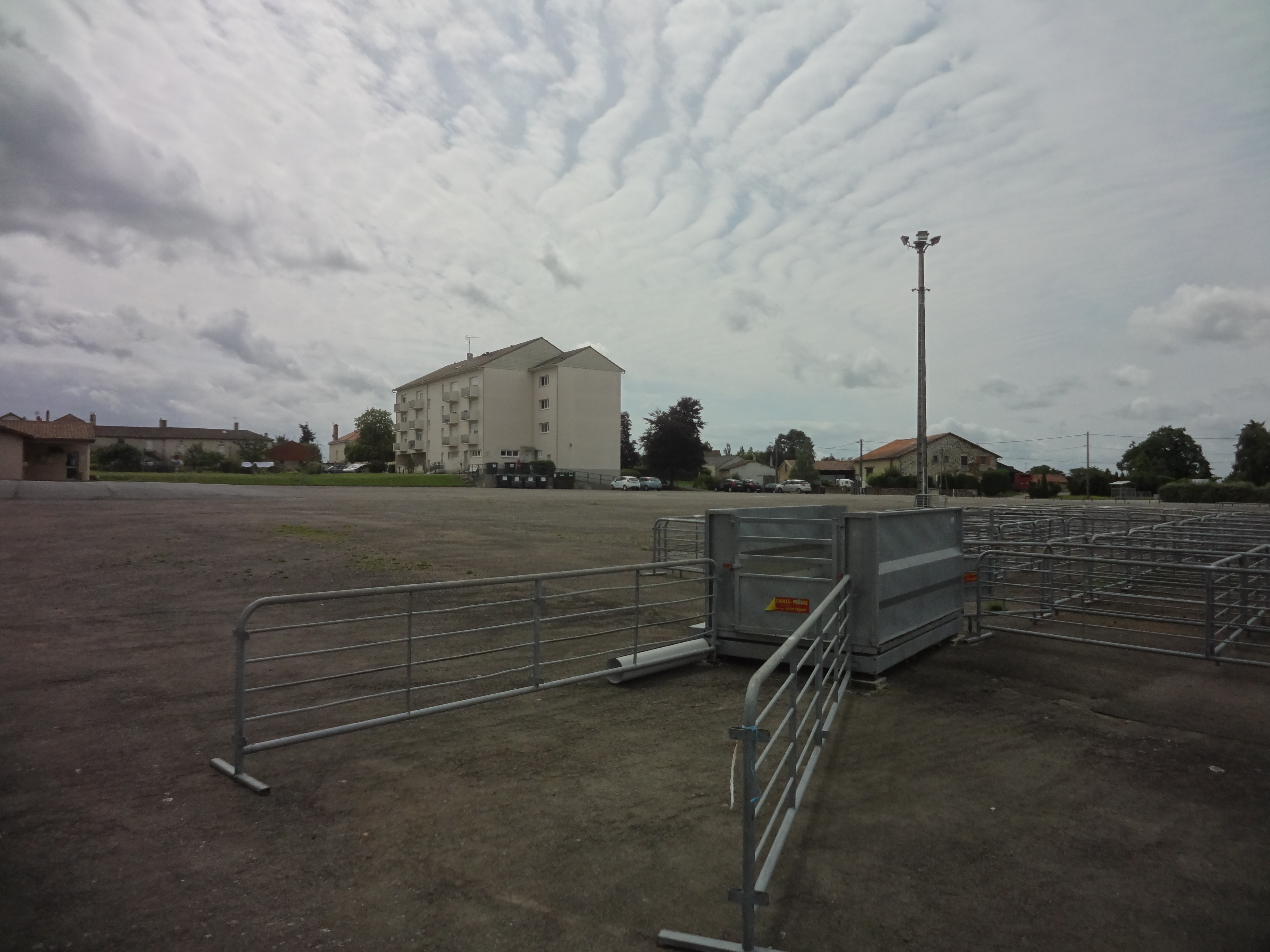
Le foirail.

La foire aux moutons a une grande importance locale.

## Politique et administration

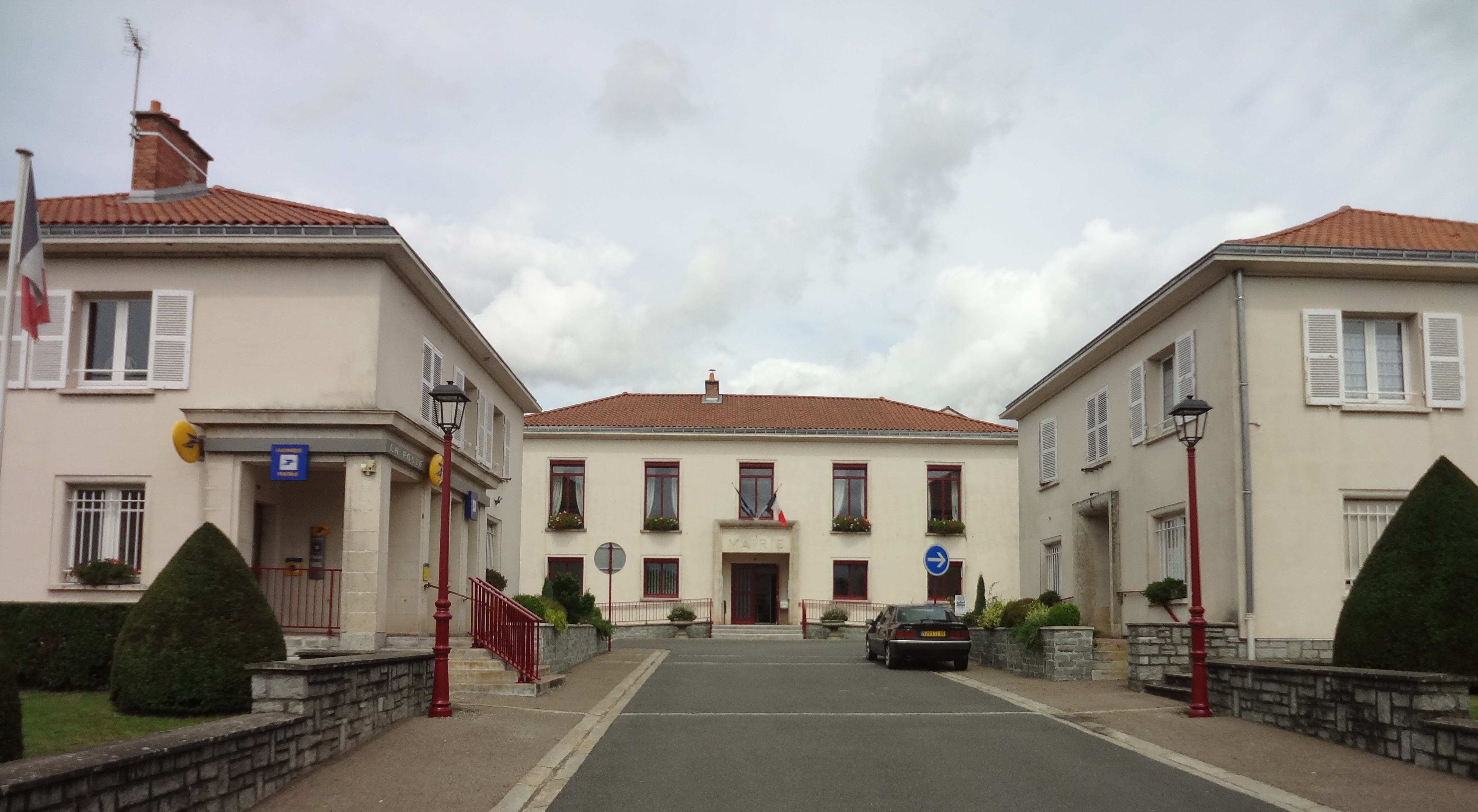
Mairie de Mézières-sur-Issoire.

| Période      | Période  | Identité      | Étiquette | Qualité |
| ------------ | -------- | ------------- | --------- | ------- |
| janvier 2016 | En cours | Pascal Godrie | PS        |         |

| Période                                  | Période       | Identité           | Étiquette | Qualité            |
| ---------------------------------------- | ------------- | ------------------ | --------- | ------------------ |
| Les données manquantes sont à compléter. |               |                    |           |                    |
| mars 2001                                | mars 2008     | Jean-Claude Bonnet | SE        | Conseiller général |
| mars 2008                                | décembre 2015 | Pascal Godrie      | PS        |                    |

## Démographie
L'évolution du nombre d'habitants est connue à travers les recensements de la population effectués dans la commune depuis 1793. À partir du 1er janvier 2009, les populations légales des communes sont publiées annuellement dans le cadre d'un recensement qui repose désormais sur une collecte d'information annuelle, concernant successivement tous les territoires communaux au cours d'une période de cinq ans. 
Pour les communes de moins de 10 000 habitants, une enquête de recensement portant sur toute la population est réalisée tous les cinq ans, les populations légales des années intermédiaires étant quant à elles estimées par interpolation ou extrapolation. Pour la commune, le premier recensement exhaustif entrant dans le cadre du nouveau dispositif a été réalisé en 2008,.
En 2013, la commune comptait 803 habitants, en évolution de −6,95 % par rapport à 2008 (Haute-Vienne : +0,36 %, France hors Mayotte : +2,49 %).
| 1793  | 1800  | 1806  | 1821  | 1831  | 1836  | 1841  | 1846  | 1851  |
| ----- | ----- | ----- | ----- | ----- | ----- | ----- | ----- | ----- |
| 1 231 | 1 354 | 1 136 | 1 348 | 1 396 | 1 378 | 1 389 | 1 453 | 1 405 |

| 1856  | 1861  | 1866  | 1872  | 1876  | 1881  | 1886  | 1891  | 1896  |
| ----- | ----- | ----- | ----- | ----- | ----- | ----- | ----- | ----- |
| 1 366 | 1 379 | 1 388 | 1 399 | 1 448 | 1 505 | 1 474 | 1 445 | 1 455 |

| 1901  | 1906  | 1911  | 1921  | 1926  | 1931  | 1936  | 1946  | 1954  |
| ----- | ----- | ----- | ----- | ----- | ----- | ----- | ----- | ----- |
| 1 442 | 1 474 | 1 586 | 1 453 | 1 512 | 1 562 | 1 556 | 1 404 | 1 152 |

| 1962  | 1968  | 1975  | 1982 | 1990 | 1999 | 2008 | 2013 | - |
| ----- | ----- | ----- | ---- | ---- | ---- | ---- | ---- | - |
| 1 056 | 1 019 | 1 031 | 987  | 885  | 873  | 863  | 803  | - |

La commune avait près de 1 500 habitants à la fin du XIXe siècle, le niveau maintenu jusqu'en 1940. Seulement, l'attractivité n'étant plus au rendez-vous, la courbe démographique chute progressivement tandis que l'âge moyen du bourg n'a jamais été aussi élevé.

## Lieux et monuments
La rue principale de la ville est jalonnée de moutons en pierre.
- Le musée Suzanne-Léger et ses peintures dans les locaux de la mairie.
- Le château de la Côte (XVIe siècle).
- L'église Sainte-Marie-Madeleine restaurée à différentes époques sur une base du XIIe siècle.
- La chapelle Sainte-Anne de Taniers.

Église Sainte-Marie-Madeleine de Mézières-sur-Issoire.
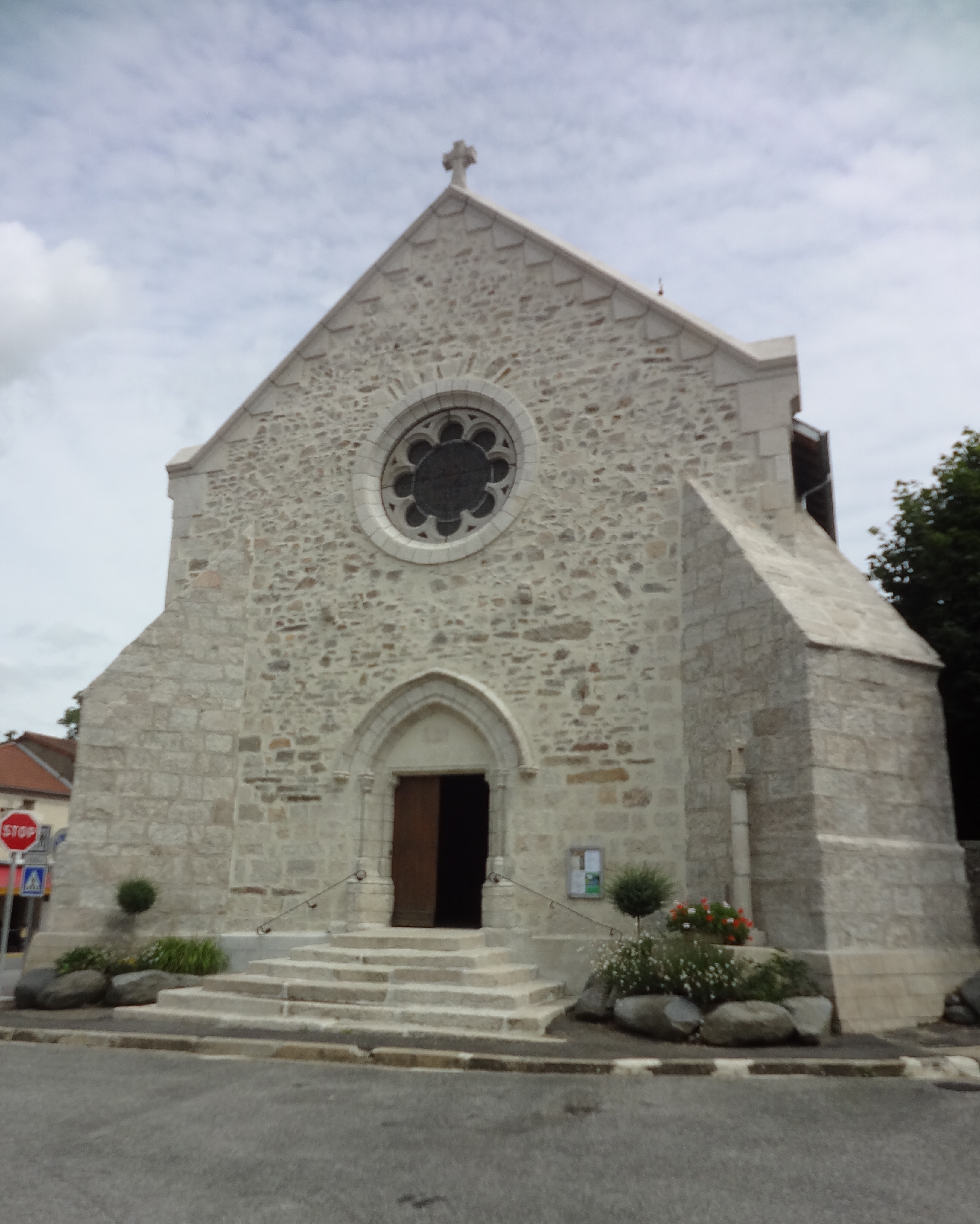
Façade occidentale.
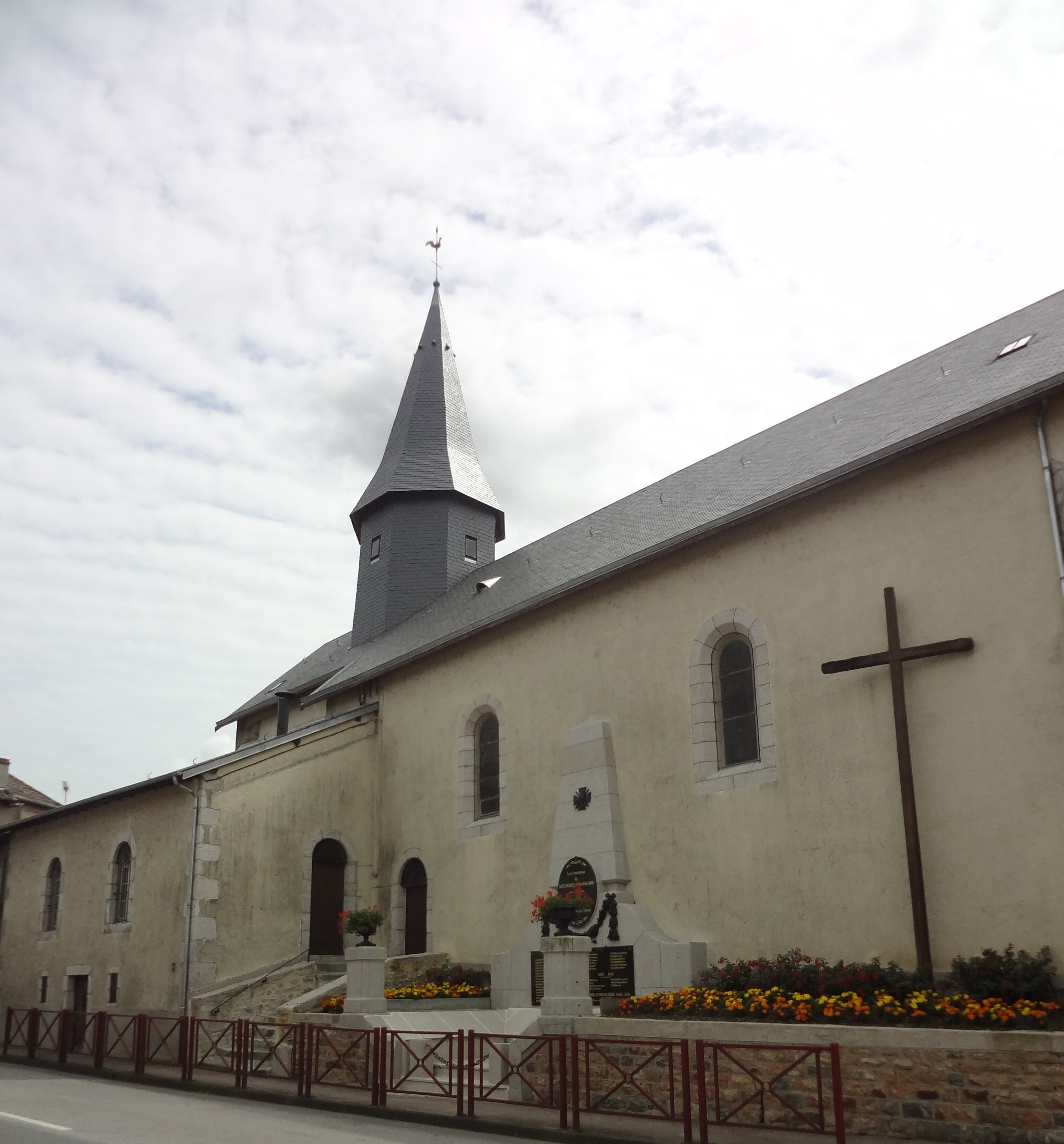
Façade nord et clocher couvert d'ardoise.
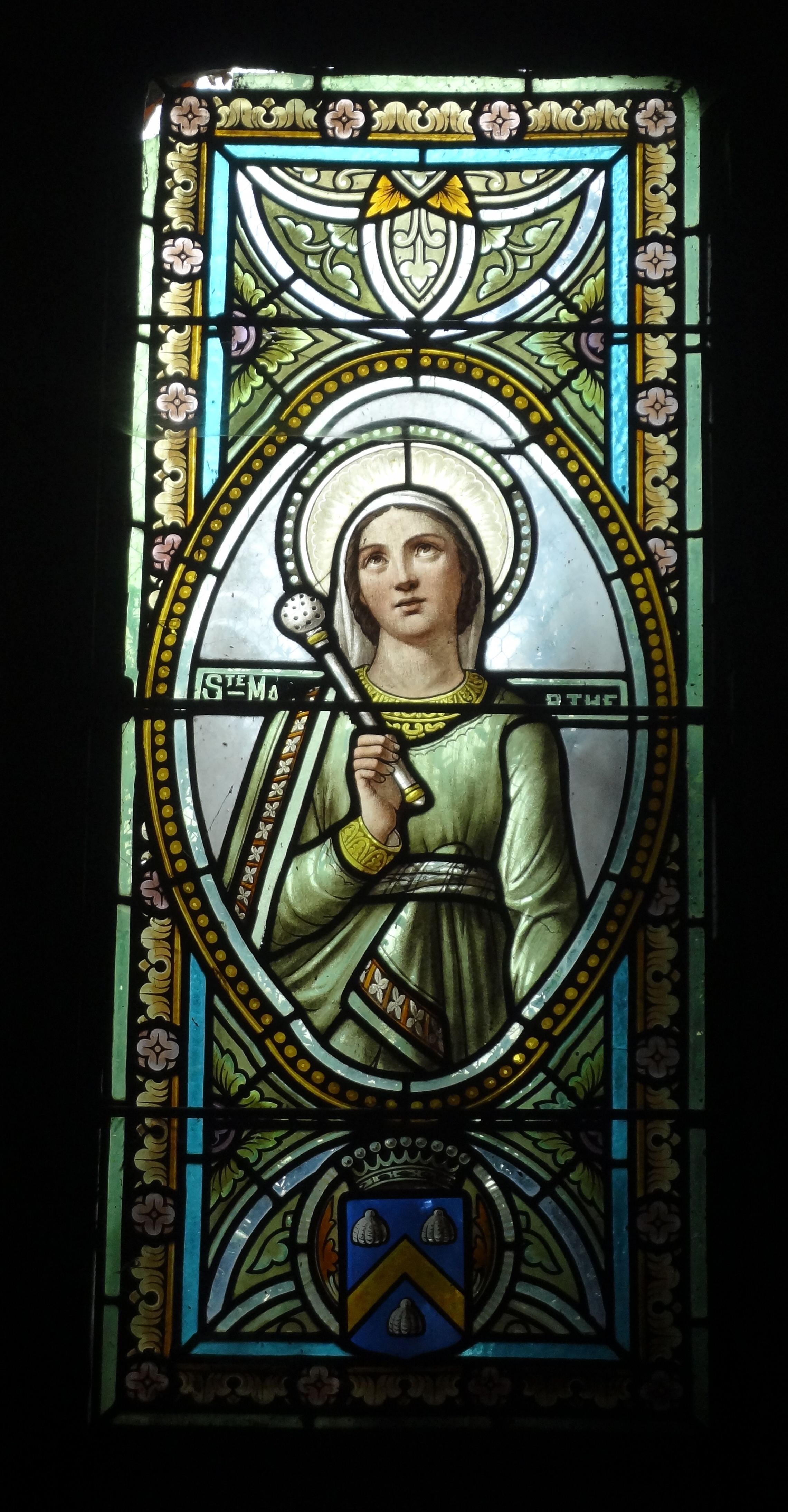
Vitrail de sainte Marthe.

Chapelle Sainte-Anne de Taniers
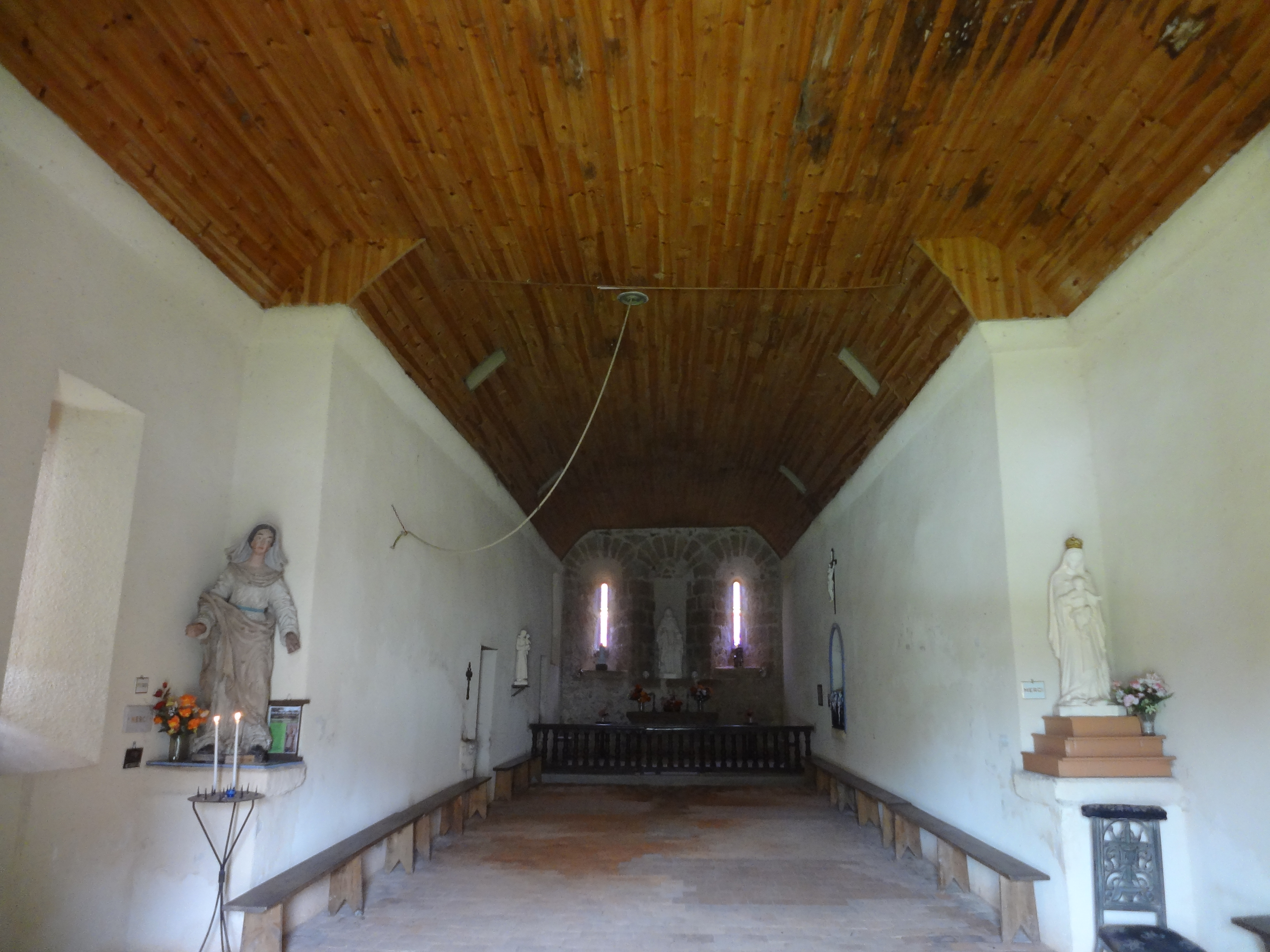
Nef allongée au XIXe siècle.
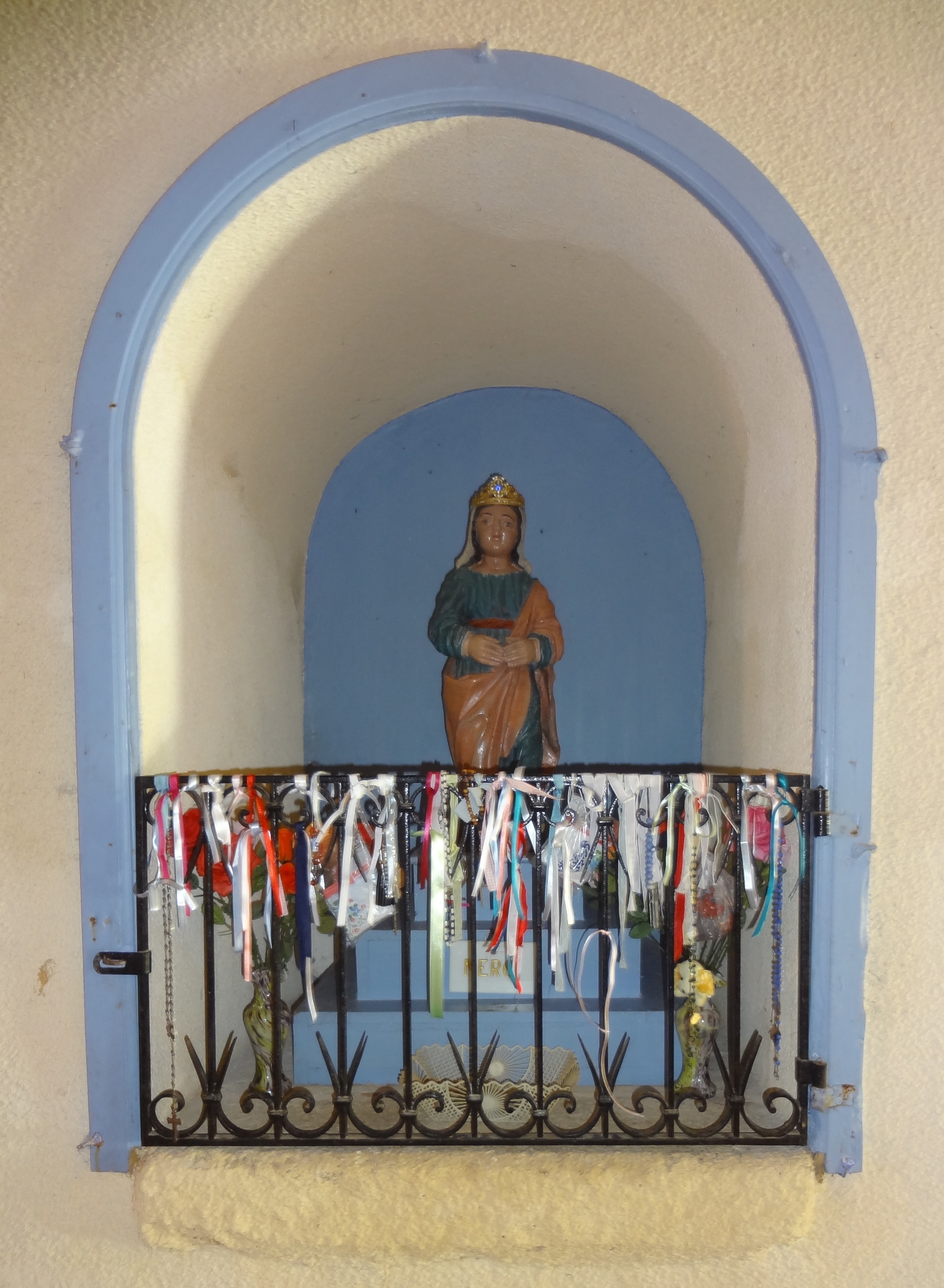
Niche abritant la statue de la sainte, ornée d'ex-voto.
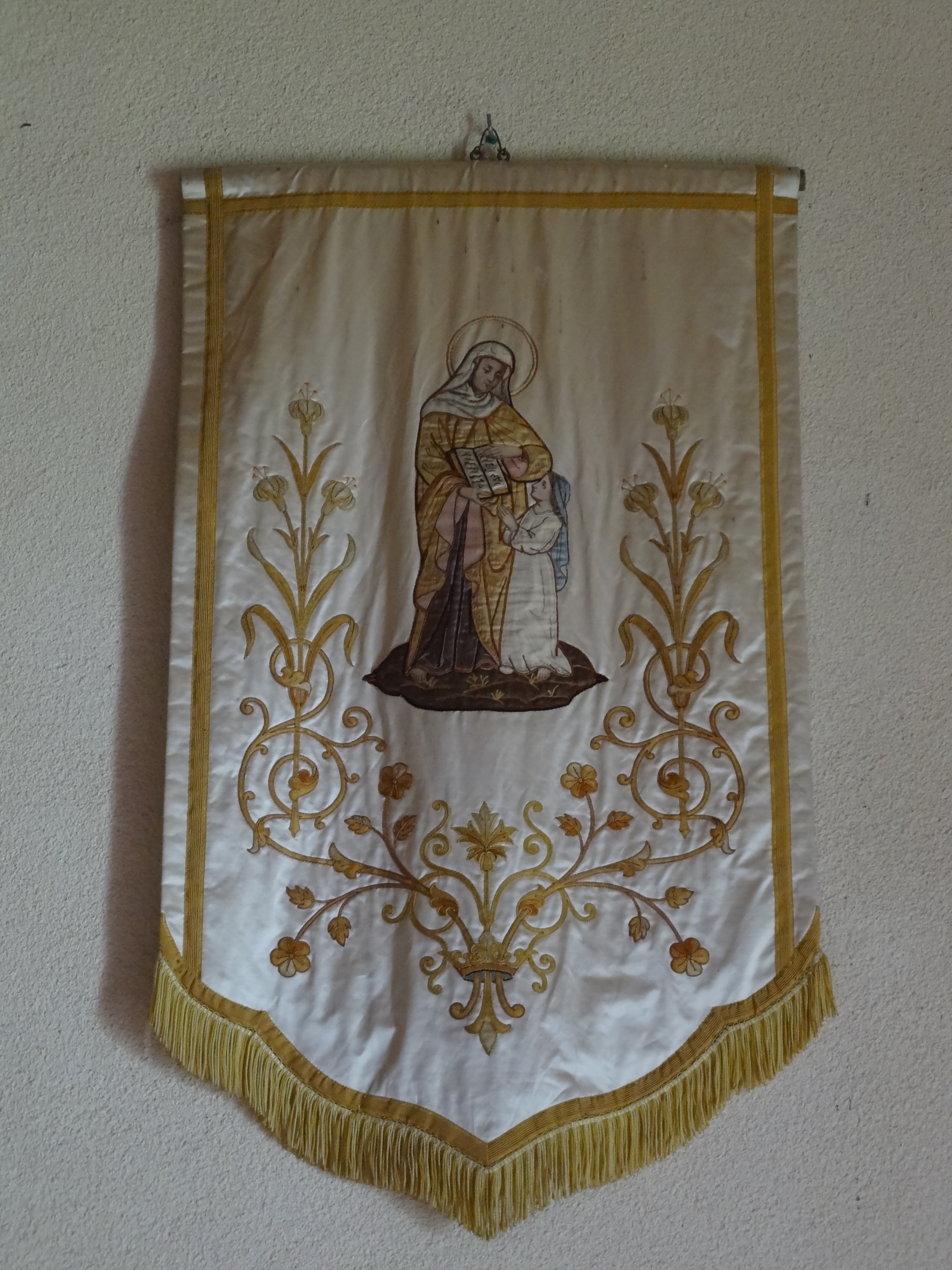
Bannière de procession.

## Personnalités liées à la commune
- Jacques Dumur (1927-2021), fils de Paule Lavergne. Acteur et clown français.

- Paule Lavergne (1897-1984), épouse Dumur, qui garda son nom de jeune fille comme nom de plume, fut institutrice puis directrice de l'école. Elle reste connue en tant qu'écrivain de romans pour adultes, de recueils de récits historiques et de contes sur sa région natale (le Limousin) ainsi que des poèmes et des livres pour enfants.

Une association active lui est dédiée et consacre chaque année une journée à la mise en valeur de son œuvre.
À noter que certains de ses poèmes ont été mis en musique avec son accord de son vivant et enregistrés par un artiste local.
- Suzanne Léger (1897-1990), peintre du Limousin qui se définit de tendance très classique, influencée par les peintres impressionnistes. Ses compositions, à l'huile, sont toujours bien équilibrées. Les différentes matières qu'elle obtient donnent l'illusion de pastels ou d'aquarelles. En 1940, la baronne Alice de Rothschild a acheté à Suzanne Léger un portrait de Kirshenbaum qu'elle a offert par la suite au Musée d'Art Moderne de New York où une salle lui est consacrée. Elle offre à la commune 200 toiles, qui sont exposées dans la salle de la mairie de Mézières transformée en musée.

## Pour approfondir